# Hamed Sinno
Hamed Sinno (àrab: حامد سنّو)  (Beirut, 25 d'abril de 1988) és un cantant libanès i estatunidenc destacat com el vocalista del grup de rock alternatiu Mashrou' Leila.

## Vida primerenca
Fill d'un pare libanès que havia viscut als Estats Units i d'una mare jordana que havia viscut entre el Marroc i la ciutat de Roma, Sinno disposa de la ciutadania estatunidenca i va ser criat en anglès. De fet, va graduar-se en una escola anglòfona «sense saber parlar àrab bé»; en va aprendre a mesura que componia cançons. No va aprendre llenguatge musical —és a dir, a llegir música— ni ha rebut mai cap mena de formació musical. Amb tot, cantava al cor escolar.
Mentre estudiava a la Universitat Americana de Beirut, va sortir de l'armari com a homosexual. També hi va començar a experimentar amb el grafit subversiu com a forma d'autoexpressió abans d'implicar-se en el grup musical Mashrou' Leila. A més, es va graduar en la Universitat de Dartmouth a l'estat de Nou Hampshire, en la qual més tard ha fet de docent.

## Carrera
Va cofundar Mashrou' Leila el 2008 mentre estudiava Disseny Gràfic a la Universitat Americana de Beirut, en resposta a una convocatòria oberta de jam session, juntament amb Andre Chedid, Omaya Malaeb i Haig Papazian. Segons Sinno, els seus pares inicialment no van creure en la carrera musical que volia atènyer; temien pel seu futur financer i per la seva seguretat física atès que la banda tenia una reputació controvertida.

### Aparició en mitjans de comunicació
Ha aparegut a la coberta de diverses revistes, com ara Têtu de França, My.Kali de Jordan i Attitude, amb seu al Regne Unit. També va fer-ho en l'edició de l'Orient Mitjà de la revista Rolling Stone com a part de Mashrou' Leila.
A banda, va figurar en una pintura de l'artista iranià Alireza Shojaian titulada Hamed Sinno et un de ses frères. En el quadre, Sinno és representat pessigant el mugró d'Anubis, l'antic déu egipci dels ritus funeraris. Anubis duu un collar usekh dels colors de l'arc de Sant Martí, que fa al·lusió a la bandera LGBT. L'autor referencia i s'inspira en l'obra anònima Gabrielle d'Estrées et une de ses soeurs, que representa l'amant del rei Enric IV de França. La col·laboració amb Sinno va ser una declaració d'intencions contra la persecució sistemàtica de les minories LGBT per part de l'Estat egipci. Shojaian va pintar la peça després del concert de Mashrou' Leila del 22 de setembre de 2017 al Caire, la capital d'Egipte, durant el qual es va onejar la bandera de l'orgull, cosa que va provocar la detenció de diversos assistents al concert.

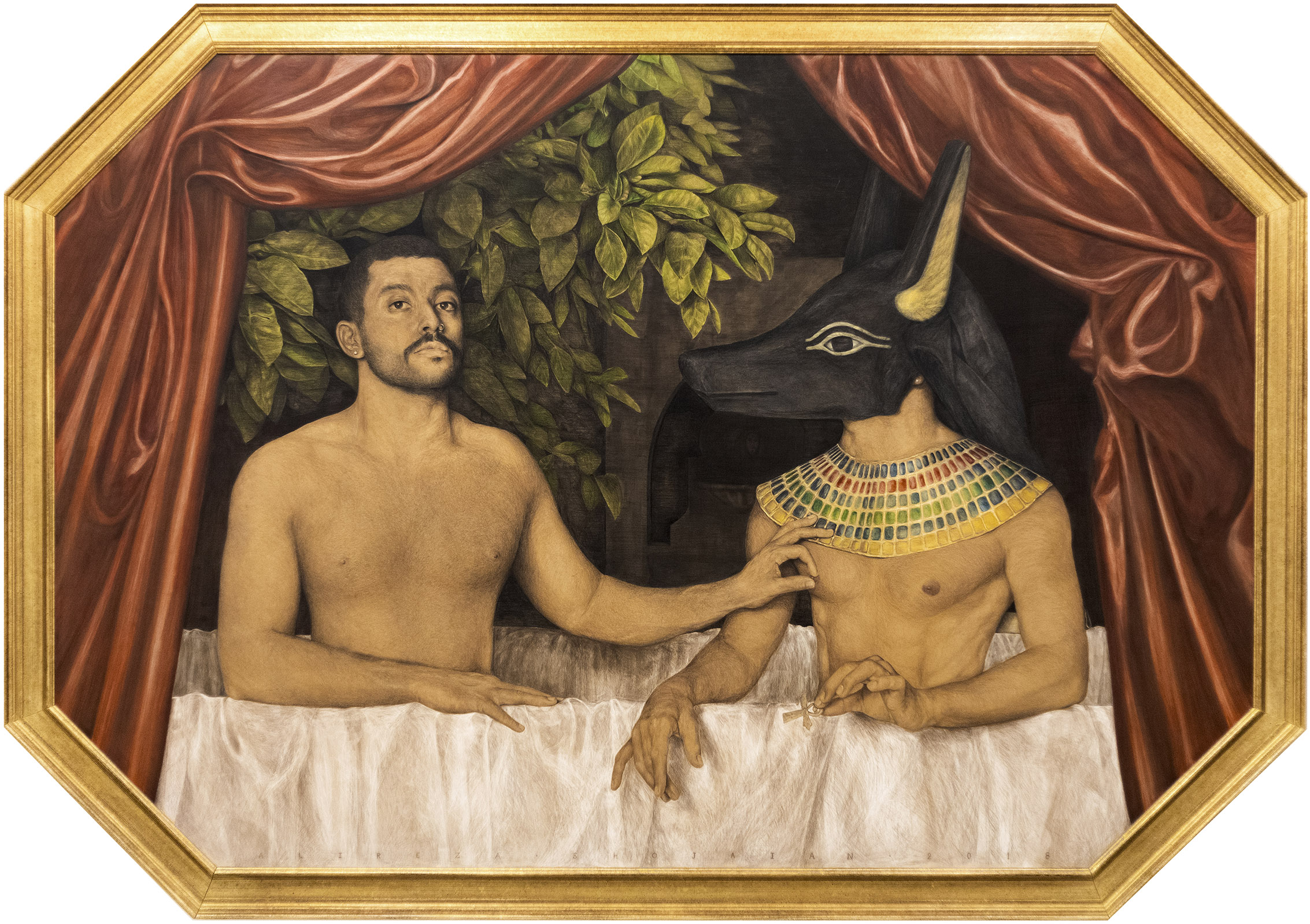
Hamed Sinno et un de ses frères, quadre del 2017 confeccionat per l'artista i activista visual iranià Alireza Shojaian.

## Vida personal
Sinno és obertament gai i defensa els drets LGBT a l'Orient Mitjà i arreu del món.